# Lycorina
Lycorininae
Sous-famille
Genre
Lycorina est le seul genre de la sous-famille des Lycorininae, des insectes hyménoptères de la famille des Ichneumonidae.

## Présentation
Lycorina est un genre de guêpes parasites qui forme sa propre sous-famille, les Lycorininae. Il ne contient que 35 espèces et est distribué dans le monde entier. 
En Europe, il n'y a qu'une seule espèce, Lycorina triangulifera.

## Morphologie
Les espèces du genre Lycorina sont des guêpes parasites de taille petite à moyenne (de 3 à 7 mm de longueur corporelle) et généralement de couleur claire, souvent de couleur vive, selon les espèces. L'espèce européenne, cependant, est principalement noire avec des pattes claires et des taches claires sur la tête. Morphologiquement, les guêpes Lycorina sont caractérisées par une structure particulière de tergites I à IV. Ceux-ci ont des surfaces triangulaires, plus ou moins lisses au milieu, qui sont bordées de renflements. L'épithète spécifique de l'espèce européenne triangulifera y fait référence. Il y a aussi une excroissance pointant vers l'arrière sur le métathorax. Il n'y a pas de cellule centrale (aréole) dans l'aile antérieure,,.

## Mode de vie
Les Lycorina sont des parasitoïdes koinobiontes qui se développent dans les larves de papillons. On suppose qu'ils se développent dans les intestins des larves, c'est-à-dire de manière ectoparasitaire, bien que chez l'hôte. Divers petits papillons ont été identifiés comme hôtes, notamment des Tortricidae en Europe.

## Liste des espèces
Selon GBIF (15 juin 2025) :
- Lycorina albomarginata (Cresson, 1870)
- Lycorina apicalis Cresson, 1874
- Lycorina artavia Gauld, 1997
- Lycorina borneoensis Momoi, 1966
- Lycorina canberrae Gauld, 1984
- Lycorina clypeatuberculla Wang, 1985
- Lycorina continentalis (Benoit, 1953)
- Lycorina cornigera Momoi, 1966
- Lycorina fici Seyrig, 1932
- Lycorina glaucomata (Cushman, 1920)
- Lycorina globiceps (Benoit, 1953)
- Lycorina horstmanni Rousse
- Lycorina inarata Momoi, 1966
- Lycorina inareolata Wang, 1985
- Lycorina jacksonfive Rousse
- Lycorina langei (Graf & Yamamoto, 1982)
- Lycorina luzae Gauld, 1997
- Lycorina marvini Gauld, 1997
- Lycorina mirandai Gauld, 1997
- Lycorina moralesi Gauld, 1997
- Lycorina ornata Uchida & Momoi, 1959
- Lycorina ranaivo Seyrig, 1934
- Lycorina riftensis Rousse
- Lycorina ruficornis Kasparyan, 2007
- Lycorina sanabriai Gauld, 1997
- Lycorina scitula (Cresson, 1870)
- Lycorina sehgali Ranjith, Sheikh & Priyadarsanan, 2022
- Lycorina spilonotae Chao, 1980
- Lycorina splendidula Gauld, 1984
- Lycorina triangulifera Holmgren, 1859
- Lycorina turneri Gauld, 1984
- Lycorina vanessae Gauld, 1997
- Lycorina xanthozonata (Ashmead, 1890)

## Systématique
Le genre Lycorina a été créé en 1859 par l'entomologiste suédois August Emil Holmgren (1829-1888).
La sous-famille des Lycorininae a été créée en 1920 par les entomologistes américains Robert Asa Cushman (d) (1880-1957) et Sievert Allen Rohwer (d) (1887-1951).
La position de Lycorina n'est toujours pas claire. Il pourrait être apparenté aux Ophioniformes ou aux Ctenopelmatinae, voire avec les Banchinae , option également discutée.
Lycorina a pour synonyme :
- Amys Schiødte, 1839